# 천통 (북제)
천통(天統, 565년 4월 ~ 569년)은 북제(北齊) 후주(後主) 고위(高緯)의 첫번째 연호이다. 4년 9개월 동안 사용하였다.

## 개원
- 하청(河淸) 4년 4월 24일[1](565년 6월 8일)에 연호를 천통(天統)으로 개원함.[2][3][4][5]

- 천통(天統) 6년 1월 1일[6](570년 1월 22일)에 연호를 무평(武平)으로 개원함.[2][3][7][5]

## 연대 대조표
| 천통        | 원년           | 2년                 | 3년                 | 4년        | 5년                 |
| 서기        | 565년          | 566년               | 567년               | 568년      | 569년               |
| 간지        | 을유(乙酉)     | 병술(丙戌)          | 정해(丁亥)          | 무자(戊子) | 기축(己丑)          |
| 북주 (北周) | 보정(保定) 5년 | 6년 천화(天和) 원년 | 2년                 | 3년        | 4년                 |
| 남진 (南陳) | 천가(天嘉) 6년 | 7년 천강(天康) 원년 | 2년 광대(光大) 원년 | 2년        | 3년 태건(太建) 원년 |
| 후량 (後梁) | 천보(天保) 4년 | 5년                 | 6년                 | 7년        | 8년                 |

## 동시대 연호

### 한국
신라(新羅)
- 개국(開國) (551년 ~ 568년)
- 대창(大昌) (568년 ~ 572년)

### 중국
남진(南陳)
- 천가(天嘉) (560년 ~ 566년)
- 천강(天康) (566년 ~ 567년)
- 광대(光大) (567년 ~ 569년)
- 태건(太建) (569년 ~ 582년)

북주(北周)
- 보정(保定) (561년 ~ 566년)
- 천화(天和) (566년 ~ 572년)

후량(後梁)
- 천보(天保) (562년 ~ 585년)

고창국(高昌國)
- 연창(延昌) (561년 ~ 601년)

## 같이 보기
- 중국의 연호 목록